# David Haskell
David Michael Haskell (ur. 4 czerwca 1948 w Stockton, zm. 30 sierpnia 2000 w Woodland Hills, w Los Angeles, w Kalifornii) – amerykański aktor filmowy, teatralny, telewizyjny i piosenkarz.

## Życiorys
Urodził się Stockton w Kalifornii. W czerwcu 1966 ukończył Terra Linda High School w San Rafael. Uczęszczał do College of Marin w hrabstwie Marin, zanim przeniósł się na Carnegie Mellon University.
W 1971 zadebiutował na scenie jako Judasz w produkcji off-broadwayowskiej Godspell. W 1976 powrócił na scenę off-Broadwayu jako Claudio w komedii Williama Shakespeare’a Miarka za miarkę u boku Johna Cazale’a i Frances Conroy.
W adaptacji filmowej musicalu Godspell (Godspell (full title is Godspell: A Musical Based on the Gospel According to St. Matthew, 1973) z Victorem Garberem jako Jezusem został obsadzony w podwójnej roli Jana Chrzciciela i Judasza.
Na małym ekranie grywał role charakterystyczne; był trenerem Canepą w jednym z odcinków serialu ABC ABC Afterschool Specials pt. It’s a Mile From Here to Glory (1978) i malarzem pokojowym w dramacie telewizyjnym NBC Na zakręcie (A Family Upside Down, 1978) z Fredem Astaire’em. Występował gościnnie w serialach, w tym Mork i Mindy (1980), Knots Landing (1980, 1981, 1982), Nieustraszony (1982), Remington Steele (1983), Autostrada do nieba (1987) i Dallas (1988). Zagrał postać Nicka Hartleya, chłopaka Kelly Capwell (Robin Wright) w operze mydlanej NBC Santa Barbara (1985–1986). W operze mydlanej Pokolenia (Generations, 1989–1990) wystąpił w roli wielebnego Matthewsa. Można go było także dostrzec w niewielkich rolach na kinowym ekranie, w tym jako policjanta w komedii romantycznej Jak za dawnych, dobrych czasów (1980) u boku Chevy’ego Chase’a, jako urzędnik Rockwell w komedii kryminalnej Williama Friedkina Układ stulecia (1983), wykładowcy teatralnego w dreszczowcu Briana De Palmy Świadek mimo woli (Body Double, 1984) i weterynarza w komedii sensacyjnej K-9 (1989) z Jamesem Belushi.
Zmarł 30 sierpnia 2000 w Woodland Hills w Kalifornii na raka mózgu w wieku 52 lat.

## Filmografia
- 1974: Mary Tyler Moore jako David Russell
- 1979: Osiem wystarczy (Eight Is Enough) jako Ed Gardner
- 1980: Jak za dawnych, dobrych czasów (Seems Like Old Times) jako policjant
- 1980–81: Knots Landing jako Karl Russelman
- 1981: Osiem wystarczy (Eight Is Enough) jako Curtis Watkins
- 1982: Nieustraszony (Knight Rider) jako Brian Owendorf
- 1983: Remington Steele jako dr Philip Lindstrom
- 1983: Księżniczka Daisy (Princess Daisy) jako Luke
- 1983: Mr. Smith jako John
- 1984: Świadek mimo woli (Body Double) jako Will, nauczyciel dramatu
- 1984: Papierowe lalki (Paper Dolls) jako Gordie Klein
- 1985–86: Santa Barbara jako Nick Hartley
- 1987: Strach na wróble i pani King (Scarecrow and Mrs. King) jako Jonathan Stone
- 1987: Autostrada do nieba (Highway to Heaven) jako Lou Graham
- 1987: Falcon Crest jako Howard Graves
- 1987: Gwiezdny przybysz (Starman) jako Bill Avery
- 1988: Dallas jako pan Bradley
- 1989: K-9 jako weterynarz
- 1989: Paradise, znaczy raj (Paradise) jako Chef Emory
- 1989–90: Pokolenia (Generations) jako Reverend Matthews
- 1990: Matlock jako dr Scott Weston
- 1992: Batman (Batman: The Animated Series) jako
- 1998: Pan Złota Rączka (Home Improvement) jako Smitty